# WrestleMania XXIV
Cet article concerne la 24e édition du pay-per-view WrestleMania. Pour toutes les autres éditions, voir WWE WrestleMania.
La 24e édition de WrestleMania est une manifestation de catch (lutte professionnelle) télédiffusée et visible uniquement en paiement à la séance. L'événement, produit par la World Wrestling Entertainment, a eu lieu le 30 mars 2008 au Citrus Bowl de la ville Orlando, en Floride. Triple H, John Cena, Randy Orton, Edge, The Undertaker, The Big Show et Floyd "Money" Mayweather sont les vedettes de l'affiche officielle.
L'événement était le premier WrestleMania au Citrus bawl, le premier dans la métropole d'Orlando et le premier dans l'état de Floride. L'affluence record du Citrus Bawl a été battu lors de l'évènement avec 74 635 spectateurs. C'est le second WrestleMania à se dérouler à ciel ouvert, le premier étant WrestleMania IX.
L'événement à mis a mis en vedette des lutteurs des divisions Raw et SmackDown, créées en 2002 lors de la séparation du personnel de la WWE en deux promotions distinctes et des lutteurs de la division ECW, arrivé en 2006 comme troisième division.
Neuf matchs, dont trois mettant en jeu les titres de la fédération, ont été programmés. Chacun d'entre eux est déterminé par des storylines rédigées par les scénaristes de la WWE ; soit par des rivalités survenues avant le pay-per-view, soit par des matchs de qualification en cas de rencontre pour un championnat.
Le match principal ou main event est un match simple pour le championnat du monde poids-lourds de la WWE entre le champion Edge et The Undertaker, invaincue à WrestleMania depuis l’édition 1991, et dont Edge va essayer de casser sa série d’invincibilité. La rencontre pour le championnat de la WWE est un Triple Threat Match entre le champion Randy Orton, John Cena et Triple H. Shawn Michaels a battu Ric Flair dans un match de la retraite. Ce dernier met un terme à 36 ans de carrière. Enfin, Floyd "Money" Mayweather va battre The Big Show dans un match sans disqualification.
74 635 personnes ont réservé leur place pour assister au spectacle, tandis que 1 058 000 personnes ont suivi les rencontres en paiement à la séance, ou pay-per-view.

## Production

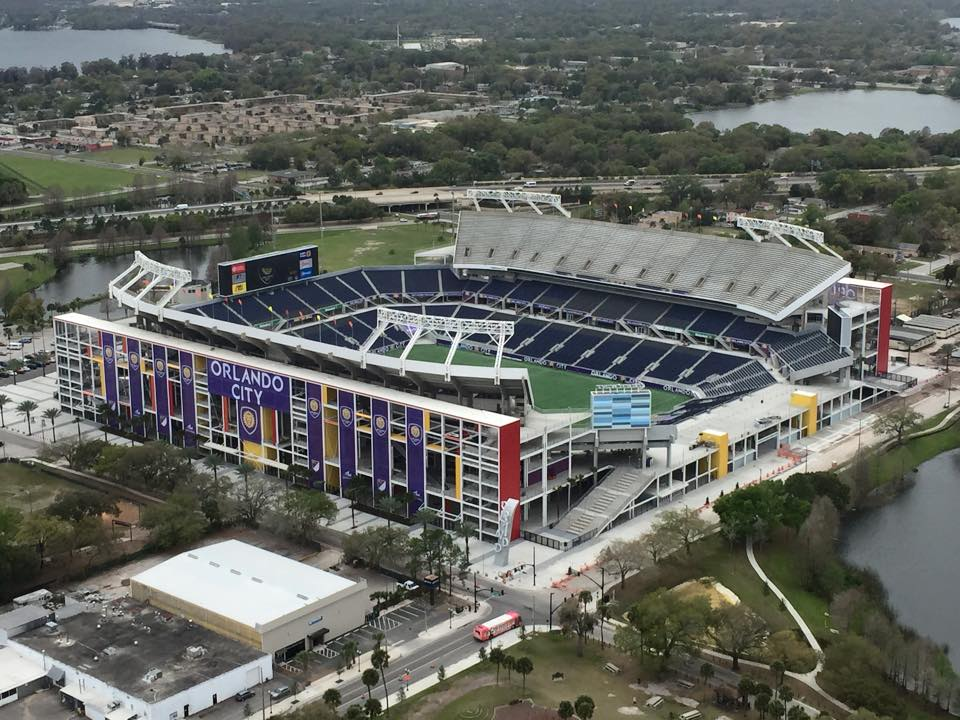
Avec le toit ouvert du Citrus Bowl, WrestleMania XXIV était le second WrestleMania à se tenir dans un espace en plein air.

Le 21 mars 2007, une conférence de presse a eu lieu à la mairie d'Orlando, en Floride, en annonçant officiellement que WrestleMania XXIV se déroulera au Citrus Bawl. Selon une entrevue de Vince McMahon avec la Daytona Beach News-Journal, Orlando était l'une des trois villes pouvant accueillir WrestleMania XXIV avec Paris (ce qui aurait fait de WrestleMania XXIV le premier WrestleMania en dehors de l'Amérique, et surtout le premier en France) et Las Vegas. McMahon a expliqué qu'Orlando a été choisi géographiquement, car WrestleMania n'a jamais eu lieu dans le sud avant. Les billets ont été mis en vente à partir du 3 novembre 2007.
C'est la première fois que WrestleMania se déroule à l'extérieur depuis le WrestleMania IX, Vince McMahon a également annoncé que le show se déroulerait indépendamment des conditions météorologiques. Dans le numéro de mars 2008 du WWE Magazine, Jason Robinson a dit qu'une plate-forme en acier avec une bâche entourerait le ring pour empêcher la pluie (au cas où) de tomber sur le ring,.

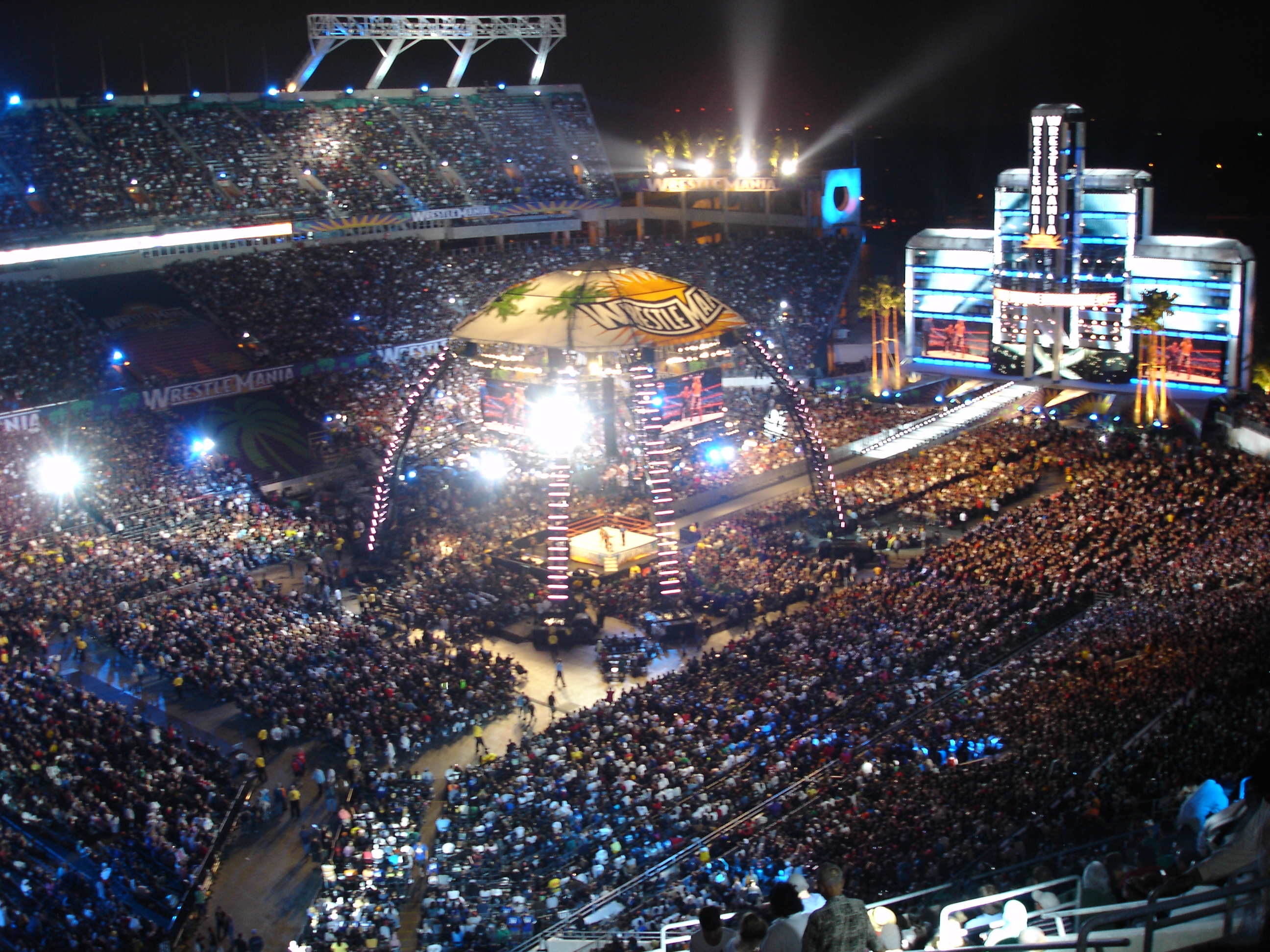
Une affluence record de 74 635 spectateurs.

Le développement de la conception a commencé à la mi-2007, quant à la construction réelle a commencé au milieu du mois de mars 2008. Quelque 100 personnes ont travaillé seize heures par jour pour construire l'ensemble de l'événement. La construction a fini le 29 mars. La scénographie de la scène d'entrée était à l'extrémité nord du stade et se composait d'une autre structure en acier avec divers écrans vidéo, alors que les vestiaires du Citrus Bowl étaient sur le côté sud. Les poutres en acier pour la structure ont été construits sur-mesure en Belgique et expédiés vers Orlando. Selon WWE Magazine, la quantité de pièces pyrotechniques est dix fois plus énorme que pour un Raw.
Les feux d'artifice ont été mis hors de l'arène, sur l'un des lacs à proximité du stade.
La chanson Light it Up de Rev Theory a été utilisé comme chanson officielle de l’événement. Snow (Hey Oh) des Red Hot Chili Peppers a aussi été utilisé pour promouvoir l’événement. La chanson Leave the Memories Alone de Fuel, sera utilisée pour l'hommage à Ric Flair. Pendant le show, John Legend était invitée à chanter l’hymne américain.

Le logo de WWE HD.

Lors de l'événement, la productrice et animatrice de télévision américaine, et star de E! Kim Kardashian était intervieweuse dans les coulisses. Snoop Dogg était le maître de cérémonie pour le Playboy BunnyMania Lumberjill match entre Maria & Ashley et Melina & Beth Phoenix. Raven-Symoné était présente sur le ring pour représenter la fondation Make-A-Wish.
WrestleMania XXIV était le premier WrestleMania à avoir été filmé en haute définition, il a également été le premier pay-per-view de la WWE et de catch à être sortis en Blu-ray et DVD.

### Hall of Fame
Comme chaque année à WrestleMania, la World Wrestling Entertainment a honoré au sein de son temple de la renommée ou Hall of Fame des personnes ayant contribué à la fédération ou au catch en général. Neuf personnes ont été intronisées en 2008, dont une femme (la troisième à recevoir cette distinction) et une équipe (la troisième à recevoir cette distinction). Sept d'entre eux étaient des catcheurs, le dernier était un commentateur.
| Introduit (Véritable nom)    | Introduit par            | Notes | Réf.   |
| ---------------------------- | ------------------------ | --- | ------ |
| Ric Flair                    | Triple H                 | - 7 fois Championnat du Monde poids-lourds de la World Heavyweight Championship - 2 fois Champion du Monde poids-lourds International de la WCW - 7 fois Champion du Monde poids-lourds de la National Wrestling Alliance - 2 fois Champion du Monde de la Télévision de la NWA - Mentor d'Evolution | [ 13 ] |
| Rocky Johnson & Peter Maivia | The Rock                 | - Intronisé à titre posthume, représenté par sa femme Lia Mavia et sa fille Ata Johnson - Plusieurs fois champions à la NWA (et à la WWE pour Johnson) | ,      |
| Mae Young                    | Pat Patterson            | - 1 fois Championne féminine des États-Unis de la NWA - 1 fois Championne du Monde par équipe de la NWA - Miss Royal Rumble 2000 - Unique femme de l'histoire à avoir catché pendant huit décennies                                                                                                  | [ 16 ] |
| Eddie Graham                 | Dusty Rhodes             | - 4 fois NWA United States Tag Team Champion | [ 17 ] |
| The Brisco Brothers          | John "Bradshaw" Layfield | - 3 fois Champions du Monde par équipe de la NWA | ,      |
| Gordon Solie                 | Jim Ross                 | - Il a été commentateur à la WCW (1989-1995) | [ 20 ] |

## Contexte
Les spectacles de la World Wrestling Entertainment en paiement à la séance sont constitués de matchs aux résultats prédéterminés par les scénaristes de la WWE. Ces rencontres sont justifiées par des storylines — une rivalité avec un catcheur, la plupart du temps — ou par des qualifications survenues dans les émissions de la WWE telles que Raw, SmackDown et ECW. Tous les catcheurs possèdent un gimmick, c'est-à-dire qu'ils incarnent un personnage gentil ou méchant, qui évolue au fil des rencontres. Un pay-per-view comme WrestleMania est donc un événement tournant pour les différentes storylines en cours.

### Edge contre The Undertaker pour le World Heavyweight Championship

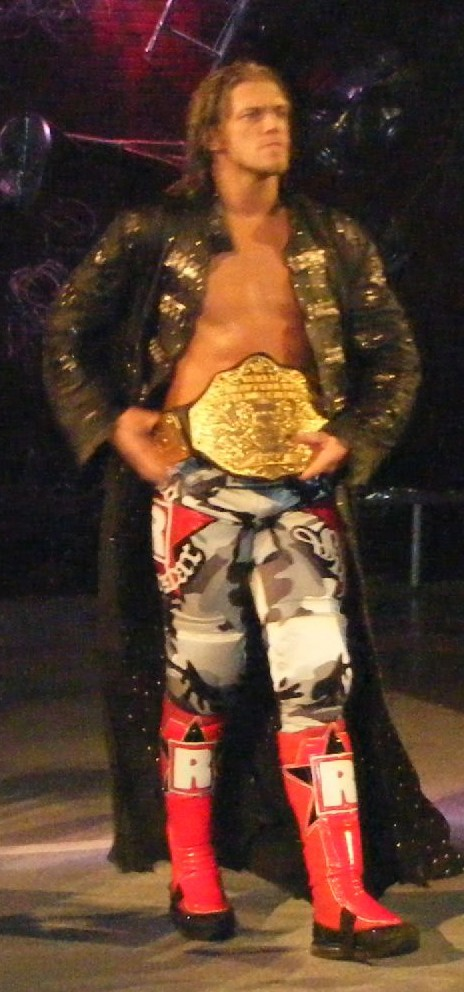
défend le championnat du monde poids-lourd contre Undertaker.À WrestleMania, Edge va remettre son 4e titre mondial en jeu, contre The Undertaker.

Lors du SmackDown du 1 février 2008, le Manager General adjoint Theodore Long annonce qu'à No Way Out 2008, aura lieu un Elimination Chamber Match entre Big Daddy V, Great Khali, Montel Vontavious Porter, Finlay, Batista et l'Undertaker pour déterminer le challenger no 1 au championnat du monde poids-lourd. Lors de No Way Out 2008, l'Undertaker va gagner le match en éliminant Batista en dernier et devient challenger au Championnat du monde poids-lourd de la WWE détenue par Edge.
Lors du SmackDown suivant, Edge annonce que la série d'invincibilité de l'Undertaker à WrestleMania qui est alors de 15-0, prendra fin définitivement.
Le 7 mars 2008 à SmackDown, Edge, Curt Hawkins et Zack Ryder ont battu l'Undertaker dans un Handicap match après que Edge ait fait le Spear. La semaine suivante, Edge, Hawkins, Ryder et Chavo Guerrero ont battu Ric Flair et Shawn Michaels dans un Steel Cage match. Pendant le match, l'Undertaker a interféré et a attaqué Ryder, Guerrero et Hawkins. Il a notamment fait un Double Chokeslam aux Edgeheads et un Tombstone Piledriver à Chavo. Cette attaque a permis à Edge de sortir de la cage et donc, de remporter le match.
La semaine suivante, La Familia a organisé un enterrement fictif intitulé « Burial of The Undertaker's WrestleMania Undefeated Streak ». Au cours de la cérémonie, Undertaker a émergé du cercueil et a attaqué le clan.

### Randy Orton contre John Cena contre Triple H pour le Championnat de la WWE

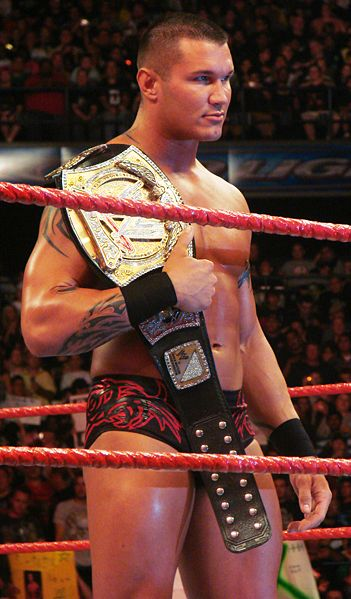
À WrestleMania, Randy Orton va remettre son 3e titre mondial en jeu, contre John Cena et Triple H.

La rivalité prédominante de la division Raw était celle entre Randy Orton, John Cena et Triple H pour le Championnat de la WWE. Lors du Royal Rumble 2008, Randy Orton a défendu avec succès son championnat contre Jeff Hardy. Lors du Royal Rumble match, John Cena effectue son retour en rentrant en no 30 et élimine Triple H en dernier et remporte ainsi le Royal Rumble match, ce qui lui donne le droit à un match pour un des titres majeurs de la fédération (le Championnat de la WWE ou le Championnat du monde poids-lourds de la WWE).
Au lieu de contester Randy Orton pour le titre à WrestleMania, il a décidé de le défier à No Way Out 2008. Dans le match, Orton se disqualifie volontairement en giflant l'arbitre, et conserve ainsi son championnat. Durant cette même soirée, Triple H est également devenu un prétendant au championnat de la WWE en battant cinq autres hommes dans un Elimination Chamber Match.
La nuit suivante, Cena a fait valoir qu'il méritait un autre match pour le championnat. Le General Manager de Raw, William Regal, a annoncé que Cena ferait face à Orton dans le main event de la soirée. Regal a ajouté une stipulation du match : si Cena gagne, il serait ajouté au match de WrestleMania entre Triple H et Orton, ce qui en fait un Triple Threat match, un match standard qui comporte trois lutteurs. Si Orton gagne, le match resterait Orton contre Triple H dans un match simple. Cependant, Cena a gagné le match et a été ajouté au combat. Après le match, Triple H, qui était l'arbitre spécial, a exécuté un Pedigree sur Cena et Orton.
La semaine suivante, l'équipe de John Cena et Triple H battent l'équipe de Randy Orton et Mr. Kennedy dans un match par équipe. Pourtant, quand Cena et Triple H se confrontèrent yeux dans les yeux, Mr. Kennedy s'est faufilé derrière Cena et lui fit le Mic Check. Triple H n'a rien fait pour intervenir.
Par la suite, William Regal a organisé un match triple menace entre les trois prétendants. Pendant le match, Cena a fait le F-U sur Triple H. Puis Orton a fait son RKO sur Cena. Le 10 mars, Randy Orton a organisé un match entre Triple H et Kane, Triple H a gagné après l'exécution d'un Pedigree alors que Orton regardait au bord du ring. Orton a également organisé un match entre John Cena et Shawn Michaels. Alors que Cena allait gagner, Orton l'a attaqué, avant de lui faire un RKO. Cena a contré Orton et lui a fait le F-U. La semaine suivante, Triple H a, à son tour, organisé un match : Cena et Orton contre le roster entier de Raw. Pendant le match, les deux hommes ont été contraints de travailler ensemble pour éliminer Paul Burchill, Snitsky et Trevor Murdoch avant que le reste du roster attaque les deux hommes. Ensuite, Triple H est venu pour faire le Pedigree sur Cena et Orton. Lors du dernier épisode de Raw avant WrestleMania, William Regal a organisé un 8-man Tag Team match, opposant Triple H, John Cena, Ric Flair et Shawn Michaels contre Randy Orton, JBL, Umaga et Big Show, l'équipe de Triple H et Cena gagne le match.

### The Big Show contre Floyd Mayweather

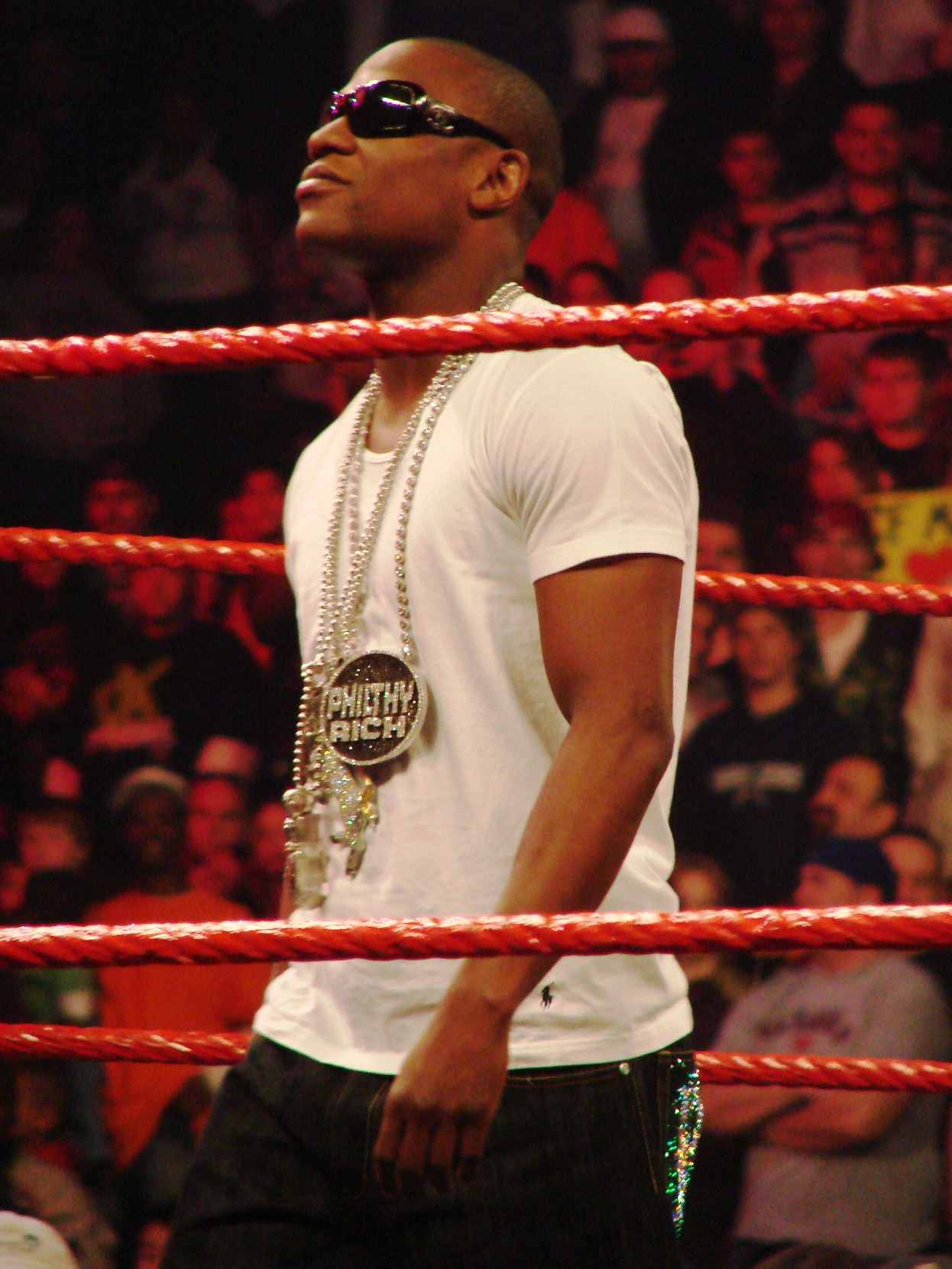
Le Champion WBC Welterweight (boxe) Floyd Mayweather va affronter le « géant » Big Show dans un Knockout Match.

Lors de No Way Out, Big Show effectue son retour après un an et demi d'absence, à la suite de blessures en décembre 2006. Lors de sa promo de retour, Show a menacé de faire un Chokeslam à Rey Mysterio. Le boxeur professionnel et l'actuel Champion WBC Welterweight Floyd Mayweather, qui était présent et qui est un ami proche de Mysterio et venu au secours du mexicain et a confronté Big Show. Big Show, en signe de provocation, s'est mit à genoux, Mayweather l'a attaqué avec plusieurs séries de coups de poing, et lui a cassé le nez à la suite de ses attaques.
Le 18 février à Raw, Big Show a contesté un match de catch à Mayweather, ce que ce dernier a accepté. Le 3 mars, Big Show a affronté le boxeur Brandon Hill, qui avait la même stature que Mayweather. Peu impressionné par la défaire de Hill, Mayweather a menacé Show de « lui casser la mâchoire ». Lors de la pesée du 10 mars, organisée par Shane McMahon, Show a balancé Mayweather sur les Superstars présentes autour du ring. Plus tard, il est annoncé que le match sera un Knock Out match.

### Shawn Michaels contre Ric Flair

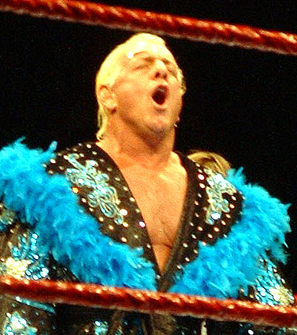
Ric Flair va affronter Shawn Michaels dans un Career Threatening match.

Depuis fin 2007, Ric Flair a un ultimatum de la part de Vince McMahon au-dessus de la tête, s'il perd une seule fois, sa carrière est terminée. Après avoir triomphé face à Randy Orton, Edge, MVP et Mr. Kennedy, le 25 février à Raw, le futur Hall of Famer Ric Flair a contesté un match contre Shawn Michaels à WrestleMania.
Michaels a accepté après une certaine réticence, sachant que si Flair perd, il doit prendre sa retraite,. Flair dit que « ça serait un honneur pour lui de prendre sa retraite des mains de Shawn Michaels ».

### Batista contre Umaga

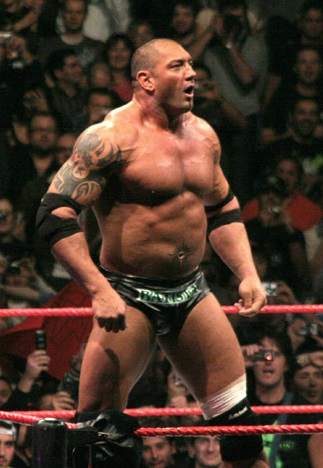
Batista affronte Umaga dans un Battle for Brand Supremacy.

Le 25 février, William Regal reçoit une lettre de Vickie Guerrero lui demandant un adversaire qui représenterait Raw lors de WrestleMania. Regal choisit Umaga. Le 29 février à SmackDown, Batista demande à Vickie Guerrero de représenter SmackDown, ce qu'elle accepte.
Le 7 mars, Batista affronte MVP pour le Championnat des États-Unis. À la fin du match, Batista contre une tentative Playmaker en Spinebuster. Les deux se battaient à l'extérieur mais Batista n'arrive pas à remonter sur le ring à temps et perd par décompte à l'extérieur et ne remporte donc pas le titre.
Le 10 mars, une confrontation entre Batista et Umaga est organisée par William Regal. Batista contre le Samoan Spike en Spinebuster. Le 14 mars, une revanche entre Batista et MVP pour le Championnat des États-Unis. Durant le match, Batista domine MVP, à la fin du match MVP avait une chaise et était positionné sur le coin. Batista arrive à le faire descendre mais se fait surprendre par Umaga qui lui inflige un Samoan Spike.
Le 24 mars, alors que Umaga, avec Randy Orton, JBL et Big Show affrontait John Cena, Shawn Michaels, Triple H et Ric Flair, Batista arrive auprès du ring et attaque Umaga.

### Money in the Bank Ladder match

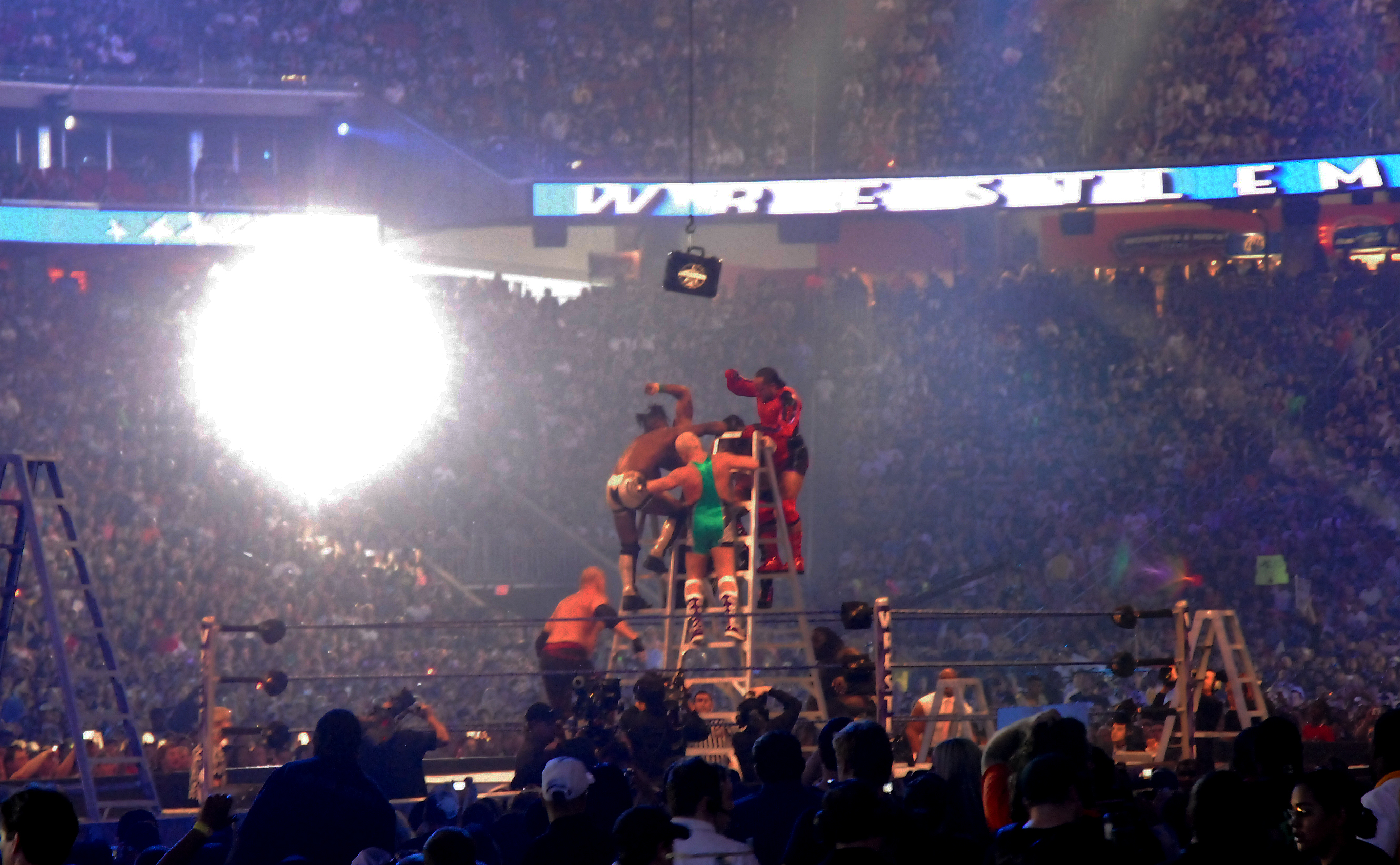
Money in the Bank Ladder Match de WrestleMania XXV.

La WWE annonce la quatrième édition du Money in the Bank ladder match, qui opposera comme l'année dernière[C'est-à-dire ?] huit catcheurs, pour tenter de récupérer la mallette dénommée Money in the Bank, qui permet à son possesseur d'obtenir un match pour le titre de son choix quand il veut et contre qui il veut pour une durée d'un an.
Mais le 11 mars 2008, Jeff Hardy est suspendu pendant 60 jours pour ne pas avoir respecté le Wellness Program et est automatiquement disqualifié du match, pour avoir pris de la morphine. La WWE n'assignera aucun remplacent à Jeff Hardy et décidera que la quatrième édition du Money in the Bank ladder match sera la première qui opposera sept catcheurs.

Finalement, trois catcheurs de Raw, trois de Smackdown et un de la ECW se sont qualifiés pour le match.

## Déroulement du spectacle

### Avant-spectacle
Le spectacle se déroule en plusieurs parties. Le pré-show, il s'agit d'un match qui sert à "chauffer" le public. En l'occurrence, le match pré-show était une Bataille royale pour désigner la Superstar qui affrontera Chavo Guerrero pour le championnat de l'ECW. Kane a remporté la Bataille royale, en éliminant Mark Henry. Lorsque Brian Kendrick, Kofi Kingston et Shannon Moore ont été éliminés, Chuck Palumbo a jeté Jamie Noble en dehors du ring, mais Noble a marché sur les trois catcheurs jusqu'aux escaliers, et vu que ses pieds ne touchent le sol, il n'a pas été éliminé. Juste après cela, Palumbo l'a éliminé. L'événement a officiellement commencé lorsque John Legend a chanté "America the Beautiful".
Un dark match (match non-télévisé) a été prévu avant l'événement, incluant vingt-quatre catcheurs n'ayant pas de match prévu pendant ce pay-per-view, pour une bataille royale afin de désigner la Superstar qui affrontera Chavo Guerrero pour le championnat de l'ECW (le but d'une bataille royaleest d'éliminer ses adversaires en les faisant tomber du ring après qu'ils sont passés par-dessus la troisième corde). Les quatre derniers hommes de ce match sont Kane, Mark Henry, Snitsky et Tommy Dreamer. Dreamer est éliminé par Henryen même temps que Snitsky par Kane, enfin Kane remporte la bataille royale en éliminant Henry pour devenir le challenger au championnat de l'ECW plus tard dans la soirée.

### Matchs préliminaires
L’événement débute officiellement quand John Legend chante l'hymne America the Beautiful. La retransmission télévisuelle commence donc au début de la chanson.
Le premier match est un Belfast Brawl match qui oppose Finlay et JBL. Finlay était accompagné par son "fils", Hornswoggle, qui revenait d'une blessure scriptée dû à JBL. Pendant le match, JBL a frappé Finlay avec le couvercle d'une poubelle lorsque celui-ci était sur le point d'effectuer une Sucide Dive sur ce dernier à travers les cordes à l'extérieur. Plus tard, Finlay a jeté JBL à travers une table qu'il avait mis en place plus tôt dans le coin supérieur-droit du ring. Hornswoggle a également frappé JBL avec un bâton de kendo, tandis que plus tard, JBL a jeté une poubelle sur lui avant d'attaquer le genou de Finlay avec le bâton de kendo. JBL a fait une Clothesline from Hell sur Finlay pour finalement faire le tombé final.
Le deuxième match est le traditionnel Money in the Bank ladder match, qui oppose pour la première fois sept catcheurs : le Champion Intercontinentale Chris Jericho, Mr. Kennedy, Carlito, CM Punk, Shelton Benjamin, Johnny Morrison et le Championnat des États-Unis Montel Vontavious Porter. Jeff Hardy était censé participer au match, mais il a été contrôlé positif au Wellness Policy et à donc été retiré du match. Au début du match, Morrison est monté avec une échelle sur le coin inférieur-gauche et effectué Moonsault sur les catcheurs qui étaient en dehors du ring. Plus tard, alors que Kennedy et Morrison se battaient sur le dessus d'une échelle, Benjamin a grimpé sur une autre échelle placée à côté de la première et a effectué une Sunset Flip Powerbomb sur Kennedy, qui à son tour a fait une Superplex sur Morrison à partir du haut de l'échelle. Plus tard, Carlito et Kennedy ont renversé Benjamin d'une échelle, en l'envoyant s'écraser à travers une autre échelle mise en place entre la barricade et le tablier du ring. Lorsque MVP était proche de récupérer la mallette, Matt Hardy fait son retour, monte l'échelle, et fait un Twist of Fate su MVP du haut de l'échelle. Morrison a commencé à monter l'échelle, en dents de scie avec une autre échelle, mais Jericho a renversé l'autre et Morrison a atterri sur les cordes, l'aine en premier. Jericho a effectué un Codebreaker sur Punk à l'aide d'une échelle. En fin de compte, Jericho et Punk se sont affrontés sur une échelle, mais Punk a piégé une jambe de Jericho dans les marches de l'échelle afin de récupérer la mallette pour gagner le match.
Par la suite, les intronisés de 2008 au WWE Hall of Fame sont venus saluer le public et un hommage leur a été rendu par le public.
Le troisième match, présenté comme un "Battle for Brand Supremacy", était un match entre SmackDown (représenté par Batista) et Raw (représenté par Umaga). Dès que le match commence, Batista et Umaga ont échangé des coups et Batista a frappé Umaga pour l'envoyer à l'extérieur du ring avec un Shoulder block. Umaga a plus tard fait un Big Foot sur Batista, ce qui le fit tomber en dehors du ring. Umaga a commencé à cibler la blessure de Batista. En fin de compte, cependant, quand Umaga a essayé de faire son Samoan Spike, Batista a contré la tentative et lui execute un Spinebuster. Batista a remporté le match en faisant le tombé sur Umaga après une Batista Bomb.
Le quatrième match était le matchqui oppose Kane (gagnant de la bataille royale de l'avant spéctacle) au Champion de la ECW, Chavo Guerrero. Kane a surpris Chavo en émergeant sous le ring au lieu de venir sur la rampe d'entrée,. Kane a instantanément fait le tombé sur Chavo après un Chokeslam et a remporté le championnat de l'ECW en seulement onze secondes.

### Matchs principaux (main events)

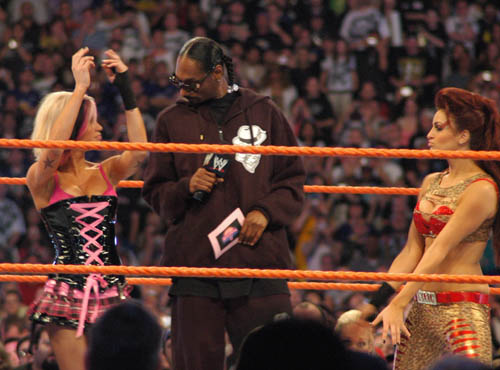
Snoop Dogg avec Ashley et Maria.

Le prochain matche était celui où Ric Flair a mis en jeu sa carrière contre Shawn Michaels dans un Career Threatening match, qui stipulait que si Flair perd, il prend sa retraite. Au début du match, les deux Superstars ont engagé une série de coups de poing, puis Flair a poussé Michaels dans un coin, executant une serie d'Atemi. En représailles, Michaels a giflé Flair, ce qui va provoquer un saignement au niveau de la bouche de Flair. Plus tard, Michaels a essayé de faire son Sweet Chin Music, mais il a été contré par Flair qui porte son Figure-Four leglock. Par la suite, Michaels a finalement executé son Sweet Chin Music sur Flair, mais celui-ci s'est dégagé de la tentative de tombé. Michaels a piégé Flair dans sa propre version du Figure-Four Leglock, mais Flair porte un étranglement de l’œil pour faire lacher prise à Micheals. Ce dernier un second Sweet Chin Music. Après s'être encore relevé, Michaels dit à Flair « I'm sorry, I love you » avant de faire un troisième Sweet Chin Music et a fait le tombé sur Flair mettant fin à ses 35 ans de carrière. Après le match, Michaels est parti et Flair a obtenu une ovation par la foule. Flair, en larme, va embrassé sa famille au bord du ring et puis, va remonter la rampe en direction des vestiaires, tout en remerciant la foule pour leur soutien.
Le sixième match était le Playboy BunnyMania Lumberjill match, qui oppose Maria et Ashley à Beth Phoenix et Melina, qui étaient accompagnées par Santino Marella. Le rappeur Snoop Dogg a été le "maître de cérémonie" pour le match. Les bûcheronnes seront au nombre de douze, positionnées tout autour du ring et pourrons intervenir dans le match sans disqualifications. En raison de certains problèmes techniques, les lumières du Citrus Bowl se sont éteintes temporairement durant le match. Vers la fin du match, une tentative de tombé de Maria a été empêchée lorsque Marella a tiré la jambe de Maria. Le commentateur de Raw, Jerry Lawler est intervenu et a frappé Marella avec un coup de poing. Phoenix a porté son Glam Slam et effectue le tombé sur Maria pour gagner le match. Après le match, Snoop Dogg est venu frapper Marella avec son avant-bras dans le ring et a embrassé Maria, avant de partir avec elle et Ashley.

Le septième match était le Triple Threat match pour le Championnat de la WWE qui oppose le champion Randy Orton à Triple H et John Cena (qui fera son entrée avec son thème The Time Is Now, qui sera interpréter en instrumentale par les Jones High School Marching Tigers en direct). Pendant le match, quand Triple H effectue une prise du sommeil sur Orton, Cena va porter à la fois Orton et HHH son F-U, mais Triple H va se dégagé et lui faire un low blow. Orton va dominer le match pendant un certain temps et va effectué un Crossbody sur Cena. Orton a également effectué le DDT de la seconde corde à la fois sur Cena et Triple H simultanément. Orton a alors essayé d'effectuer son RKO sur Cena, mais va être contré et jeter Orton sur Triple H. Triple H va commencé à cibler les jambes de Orton. Le match a pris fin lorsque Cena avait Triple H sur ses épaules pour le F-U, mais il sera contré par son Pedigree. Triple H a voulu faire le tombé sur Cena, mais Orton est revenu faire un Punt Kick à Triple H et finalement effectuer le tombé sur Cena pour gagner le match et conserver le Championnat de la WWE.

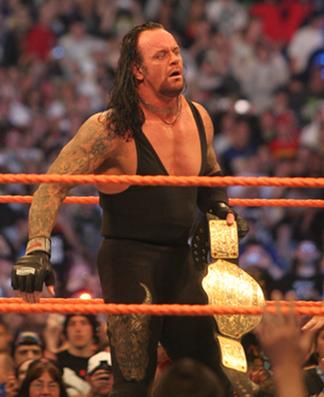
The Undertaker juste après avoir gagné son match pour le titre de Champion du monde poids-lourd de la WWE.

L'avant-dernier match de la soirée a été le Knock Out match qui oppose Big Show et le Champion WBC Welterweigh, Floyd Mayweather. Mayweather c'est échappé à plusieurs reprises de l'emprise de Big Show et va livré plusieurs coups de poing sur son corps. Mayweather et ses complices ont essayé de faire partir Mayweather et l'empécher de continuer le match, mais Big Show va les poursuivres et renvoyer Mayweather dans le ring. Big Show allait faire un Chokeslam sur Mayweather mais un des complices de Mayweather a frappé Show avec une chaise en acier dans le dos, ce dernier va lui porter un Chokeslam en représailles. Profitant de cette distraction, Mayweather saisit cette chaise pour frapper Big Show plusieurs fois sur la tête. Enfin, Mayweather a enlevé son gant droit et utilisé un poing américain pour frapper Big Show dans le visage. En conséquence, Big Show a été éliminé comme il ne pouvait pas se relever du compte de 10 de l'arbitre, Mayweather a été déclaré vainqueur,.
Le neuvième et dernier match télédiffusé de la soirée est le match pour le Championnat du monde poids-lourd qui oppose le champion Edge face à The Undertaker. Pendant le match, Undertaker courut et sauta par-dessus la corde supérieure sur Edge à l'extérieur. Ensuite, pendant tout le match, Edge était en mesure de contrer de nombreux mouvements signature de Undertaker, y compris le Chokeslam, Old School et le Last Ride, une variante powerbomb. Vers la fin du match, Edge a frappé Undertaker avec une caméra alors que l'arbitre était au sol. Quand Edge a voulu porter un Tombstone Piledriver à Undertaker, ce dernier a répliqué avant de le faire lui-même. Curt Hawkins et Zack Ryder sont intervenus sur le ring en la faveur de Edge, mais Undertaker les a neutralisés. En raison de la distraction de Taker, Edge a voulu porter un Spear sur Undertaker, mais n'a pas pu le coincer. Lorsque Edge a voulu faire un second Spear, ce dernier l'a attrapé et lui a porté son Hell's Gate, Edge a abandonné et Taker va devenir le nouveau Champion du monde poids-lourds et amenant sa série d'invincibilité à 16 victoires,.

## Tableau des résultats
| #                                                               | Match                                                                                       | Stipulation | Durée |
| --------------------------------------------------------------- | ------------------------------------------------------------------------------------------- | --- | ----- |
| Dark                                                            | Kane gagne en éliminant en dernier Mark Henry                                               | Bataille royale à 24 participants | 06:50 |
| 1                                                               | John « Bradshaw » Layfield bat Finlay (avec Hornswoggel)                                    | Belfast Brawl | 08:43 |
| 2                                                               | CM Punk bat Shelton Benjamin, Chris Jericho, Carlito, MVP, Mr. Kennedy et John Morrison     | Money in the Bank Ladder match | 15:12 |
| 3                                                               | Batista (représentant de la division SmackDown) bat Umaga (représentant de la division Raw) | Match simple (Battle for Brand Supremacy) | 07:03 |
| 4                                                               | Kane bat Chavo Guerrero (c)                                                                 | Match simple pour le Championnat de l'ECW | 00:11 |
| 5                                                               | Shawn Michaels bat Ric Flair                                                                | Career Threatening match. | 20:34 |
| 6                                                               | Beth Phoenix et Melina (avec Santino Marella) battent Maria et Ashley                       | Playboy BunnyMania Lumberjill match | 05:00 |
| 7                                                               | Randy Orton (c) bat John Cena et Triple H                                                   | Triple Threat match pour le Championnat de la WWE                                                                                            | 14:10 |
| 8                                                               | Floyd Mayweather Jr. bat The Big Show par knockout                                          | Knock Out match | 11:40 |
| 9                                                               | The Undertaker bat Edge (c) (avec Curt Hawkins, Vickie Guerrero et Zack Ryder)              | Title vs Streak Match Match simple - La série d’invincibilité d’Undertaker à WrestleMania contre le Championnat du monde poids-lourds d'Edge | 24:03 |
| (c) désigne le(s) champion(s) défendant son titre dans le match |                                                                                             | |       |

### Bataille royale
| Ordre d'élimination | Nom             | Éliminé par                    |
| ------------------- | --------------- | ------------------------------ |
| 1                   | Deuce           | Festus                         |
| 2                   | Domino          | Festus                         |
| 3                   | Jim Duggan      | Khali                          |
| 4                   | Stevie Richards | Burke                          |
| 5                   | Elijah Burke    | Kane                           |
| 6                   | The Miz         | Noble                          |
| 7                   | Jimmy Wang Yang | Henry                          |
| 8                   | Shannon Moore   | Henry                          |
| 9                   | Val Venis       | Snitsky                        |
| 10                  | Jesse           | Murdoch                        |
| 11                  | Trevor Murdoch  | Festus                         |
| 12                  | Festus          | Lance Cade                     |
| 13                  | Brian Kendrick  | Kingston                       |
| 14                  | Lance Cade      | Kendrick                       |
| 15                  | Kofi Kingston   | Henry                          |
| 16                  | Cody Rhodes     | Palumbo                        |
| 17                  | Jamie Noble     | Palumbo                        |
| 18                  | Chuck Palumbo   | Khali                          |
| 19                  | The Great Khali | Henry, Holly, Snitsky, Dreamer |
| 20                  | Hardcore Holly  | Snitsky                        |
| 21                  | Tommy Dreamer   | Henry                          |
| 22                  | Snitsky         | Henry                          |
| 23                  | Mark Henry      | Kane                           |
| Vainqueur           | Kane            | -                              |

### Conséquences
Durant la célébration après la victoire de l'Undertaker, un incident pyrotechnique a eu lieu. Un des feux d'artifice a été envoyé dans une partie du public, laissant 45 blessés, certains hospitalisés. Le site web de la WWE a publié une déclaration par la suite, indiquant qu’il enquêterait sur l’incident, mais les résultats de l’enquête n’ont jamais été publiés.

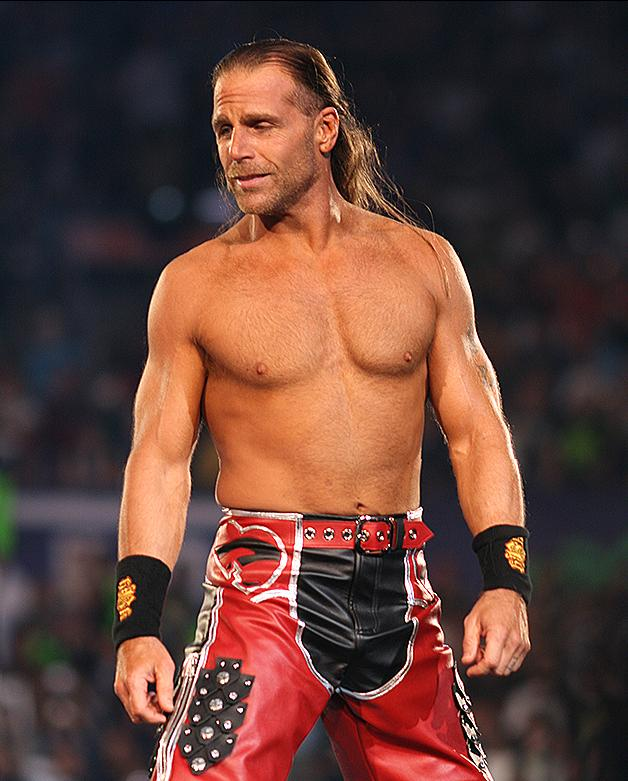
Shawn Micheals a mis fin à la longue et grande carrière de Ric Flair.

Durant l'épisode suivant de Raw, Ric Flair a fait son discours d'adieu, Triple H a fait son apparition, a remercié Flair, et introduit plusieurs lutteurs faisant partie du passé de Flair, comme les Four Horsemen, Ricky Steamboat, Harley Race, Greg Valentine ou encore Dean Malenko. Ensuite, l'ensemble de la WWE est arrivé pour rendre hommage à Flair. Shawn Michaels a été pardonné par Flair. Malgré le pardon de Flair, son ancien protégé Batista a commencé une rivalité avec Michaels, citant "l'égoïsme" de Michaels à WrestleMania, pour Flair,. Les deux se sont affrontés à Backlash, prochain pay-per-view de la WWE, et après une confrontation entre Michaels et Chris Jericho, Jericho a été ajouté dans le match en tant qu'arbitre spécial. Michaels a gagné avec un Sweet Chin Music.
La rivalité entre Randy Orton, John Cena et Triple H a continué après WrestleMania avec la participation supplémentaire de John Bradshaw Layfield menant à un Fatal-Four Way Elimination Match entre les quatre à Backlash 2008.
Matt Hardy étant de retour, sa rivalité avec Montel Vontavious Porter pour le Championnat des États-Unis de la WWE, qui avait débuté en juillet 2007, a été relancé avec un match à Backlash, qui a été remporté par Hardy.
Les rivalités entre The Undertaker et Edge et entre Kane et Chavo Guerrero ont continué avec des défenses de titre à Backlash. Durant l'épisode du 2 mai de SmackDown, la Manager General, Vickie Guerrero a retiré le championnat du monde poids lourd à Undertaker en raison de l'utilisation continue d'une prise interdite : le Hell's Gate, affirmant qu'elle l'a fait pour protéger les autres lutteurs,.

## Réception
WrestleMania XXIV a reçu un bilan positif des critiques. La section catch du site canadien Canadian Online Explorer a donné une note de 9 sur 10 pour l'ensemble de l'événement. La note est plus élevée que celle de WrestleMania 23 qui était de 8 sur 10. Le main event entre Edge et Undertaker pour le Championnat du monde poids-lourd de la WWE a été d'excellente facture (9,5 sur 10). Le match opposant Shawn Michaels à Ric Flair a reçu la note parfaite de 10 sur 10, faisant de ce match le meilleur de la soirée. Le Money in the Bank Ladder Match qui recevra un 9 sur 10 (soit autant que l'édition de l'année dernière[C'est-à-dire ?]) et le Belfast Brawl (8 sur 10) et le Knockout match entre Big Show et Floyd « Money » Mayweather (7 sur 10) seront jugés comme très bons. Quant aux matchs pour le Championnat de la WWE entre Randy Orton, Triple H et John Cena (6,5 sur 10) et le Playboy BunnyMania Lumberjill match (5 sur 10) ils seront jugés comme moyens. Pour le Battle for Brand Supremacy entre Batista et Umaga (3 sur 10), il sera jugé comme mauvais. Quant aux matchs pour le Championnat de la ECW, il ne sera même pas noté.
J. D. Dunn, journaliste pour le périodique 411 Mania, donne à l'événement une note globale de 8 sur 10. Il considère le Career Threatening match, entre Flair et Micheals comme excellent et va lui attribuer 4,25 sur 5. Il considère comme bon le main-event (3,75 sur 5), le triple-menace (3,5 sur 5) et le Money in the Bank Ladder Match (3,25 sur 5). Les autres matchs seront jugés comme mauvais voire catastrophiques pour le Playboy BunnyMania Lumberjill match et le Battle for Brand Supremacy.
John Canton de TJR Wrestling, jugera le main-event (4,5 sur 5), le Career Threatening match (4 sur 5) et le Money in the Bank Ladder Match (3,75 sur 5) comme excellent. Quant aux autres matchs, ils seront jugés comme bons sauf pour le Belfast Brawl, le Battle for Brand Supremacy et le Playboy BunnyMania Lumberjill match qui seront jugés comme mauvais. Le match de championnat de la ECW ne sera même pas notée.
La 24e édition de WrestleMania a rapporté 23,8 millions de dollars grâce à la vente de billets pour un public de 74 635 personnes au Citrus Bowl. En avril 2007, la WWE déclare que le spectacle a été suivi par 1 058 000 personnes en paiement à la séance. L'année précédente, 1 200 000 personnes avaient payé pour suivre la 23e édition de WrestleMania.

## DVD / Blu-Ray
L'événement est sorti en DVD et Blu-Ray par WWE Home Video aux États-Unis le 20 mai 2008. Il s'agit du premier pay-per-view de la WWE à être sorti via le format Blu-Ray. En plus de l'événement principal, les versions DVD / BR possède des bonus, notamment la diffusion en totalité du WWE Hall of Fame s'étant déroulé le soir avant le spectacle, mais aussi la Bataille royale du pre-show,,.